# Kanton Neuville-sur-Saône
Kanton Neuville-sur-Saône (francouzsky Canton de Neuville-sur-Saône) je francouzský kanton v departementu Rhône v regionu Rhône-Alpes. Tvoří ho 15 obcí.

## Obce kantonu
- Albigny-sur-Saône
- Cailloux-sur-Fontaines
- Couzon-au-Mont-d'Or
- Curis-au-Mont-d'Or
- Fleurieu-sur-Saône
- Fontaines-Saint-Martin
- Fontaines-sur-Saône
- Genay
- Montanay
- Neuville-sur-Saône
- Poleymieux-au-Mont-d'Or
- Quincieux
- Rochetaillée-sur-Saône
- Saint-Germain-au-Mont-d'Or
- Saint-Romain-au-Mont-d'Or